# Euhybus purpureus
Euhybus purpureus är en tvåvingeart som först beskrevs av Walker 1849.  Euhybus purpureus ingår i släktet Euhybus och familjen puckeldansflugor. Inga underarter finns listade i Catalogue of Life.